# 埃里蒙库尔
埃里蒙库尔（法語：Hérimoncourt，法語發音：[eʁimɔ̃kuʁ]）是法国杜省的一个市镇，位于该省东北部，属于蒙贝利亚尔区。

## 地理
埃里蒙库尔（47°26'26"N, 6°52'59"E）面积7.29 平方千米，位于法国勃艮第-弗朗什-孔泰大區杜省，该省份为法国东部内陆省份，北起上索恩省，西接汝拉省，东部及东南部与瑞士接壤，东北部与贝尔福地区省接壤。
与埃里蒙库尔接壤的市镇（或旧市镇、城区）包括：阿贝维莱尔、罗什莱布拉蒙、瑟隆库尔、蒂莱、旺东库尔、梅利耶尔。

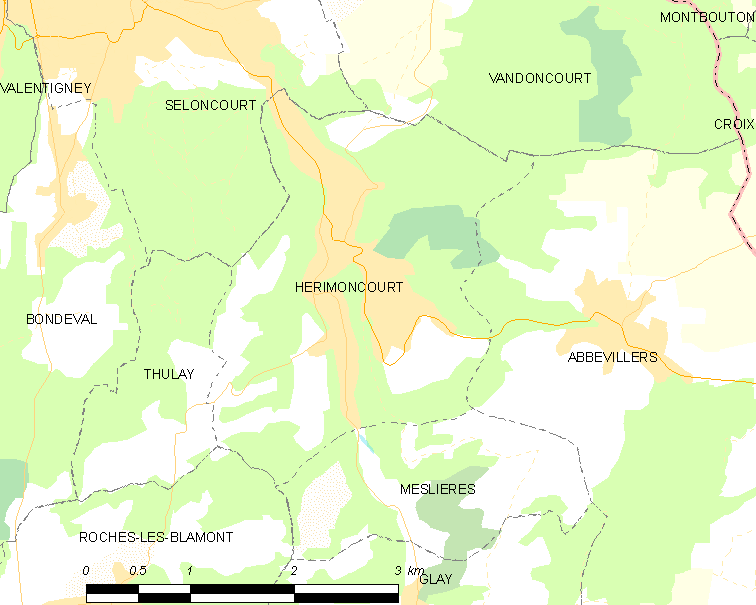
埃里蒙库尔的OSM定位图

埃里蒙库尔的时区为UTC+01:00、UTC+02:00（夏令时）。

## 行政
埃里蒙库尔的邮政编码为25310，INSEE市镇编码为25304。

## 政治
埃里蒙库尔所属的省级选区为欧丹库尔县。

## 人口

1962-2008年间埃里蒙库尔人口变化图示

埃里蒙库尔于2022年1月1日时的人口数量为3530人。